# Велсвил (Њујорк)
Велсвил (енгл. Wellsville) град је у америчкој савезној држави Њујорк.

## Демографија
По попису из 2010. године број становника је 4.679, што је 492 (-9,5%) становника мање него 2000. године.
| Група             | 2000.         | 2010.         |
| Белци             | 4.932 (95,4%) | 4.491 (96,0%) |
| Афроамериканци    | 34 (0,7%)     | 27 (0,6%)     |
| Азијати           | 77 (1,5%)     | 41 (0,9%)     |
| Хиспаноамериканци | 47 (0,9%)     | 52 (1,1%)     |
| Укупно            | 5.171         | 4.679         |